# Carlo Mario Abate
Carlo Mario Abate (italià: Carlo Maria Abate)  (Torí, 10 de juliol de 1932 - Torí, 29 d'abril de 2019) va ser un pilot de curses automobilístiques italià que va arribar a disputar curses de Fórmula 1.

## A la F1
Va debutar a la quarta cursa de la temporada 1962 (la tretzena temporada de la història) del campionat del món de la Fórmula 1, corrent la classificació pel GP de França disputat el 8 de juliol del 1962 al Circuit de Rouen-Les-Essarts.
Carlo Mario Abate va participar en un total de tres proves puntuables pel campionat de la F1, disputades en dues temporades consecutives (1962 - 1963) no aconseguint classificar-se per disputar cap de les tres curses.

## Resultats a la Fórmula 1
| Any  | Equip                             | Xassís      | Motor             | 1   | 2   | 3   | 4       | 5   | 6       | 7       | 8   | 9   | 10  | Posició | Punts |
| ---- | --------------------------------- | ----------- | ----------------- | --- | --- | --- | ------- | --- | ------- | ------- | --- | --- | --- | ------- | ----- |
| 1962 | Scuderia SSS Republica di Venezia | Lotus 18/21 | Climax Straight-4 | HOL | MON | BEL | FRA NVC | GBR | ALE NVC | ITA     | USA | SUD |     | -       | 0     |
| 1963 | Count Volpi                       | Porsche     | Porsche Flat-4    | MON | BEL | HOL | FRA     | GBR | ALE     | ITA NVC | USA | MEX | SUD | -       | 0     |

### Resum
| Curses: | Victòries: | Pòdiums: | Poles: | Voltes ràpides: | Punts: |
| ------- | ---------- | -------- | ------ | --------------- | ------ |
| 3       | 0          | 0        | 0      | 0               | 0      |